# Канчипурам
Кондживерам, Канчипу́рам или просто Ка́нчи — древний религиозный и культурный центр Южной Индии, прозванный «городом тысячи гопур». На самом деле в современном Канчи 108 шиваитских и 18 вайшнавских храмов. Центр одноимённого района в штате Тамилнад. Нас. 153 тыс. жит. (2001).

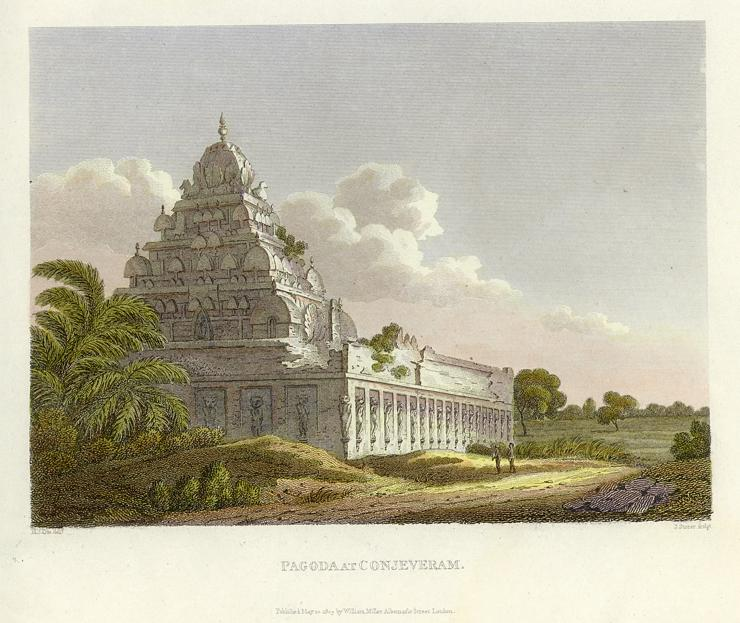
Храм в Канчипураме, 1811 год.

Время основания Канчипурама теряется во тьме веков. О древнем Канчипураме восторженно отзывались ещё Калидаса и Сюаньцзан. На протяжении полутора тысячелетий Канчипурам служил столицей тамильских династий Паллавов и Чола. Он был крупнейшим центром буддистской и джайнистской учёности. Считается, что именно в Канчи получили образование Бодхидхарма и Рамануджа.
В XVII веке город разоряли маратхи и Великие Моголы. В XVIII веке его трижды брали англичане и французы. Канчипурам причисляют к семи священным городам индуизма, что привлекает в него множество паломников со всех уголков Индии.